# Mond-op-neusbeademing
Mond-op-neusbeademing wordt sporadisch toegepast bij volwassenen indien er niet via de mond beademd kan worden. Bij kleine kinderen en baby's wordt altijd via mond-op-mond/neus beademd.
Bij volwassenen sluit men bij mond-op-neusbeademing met de duim de lippen van het slachtoffer af, en plaatst men de mond over de neus van het slachtoffer. Om effectief te kunnen beademen dient hierbij de kinlift toegepast te worden.